# Birgit Reinemund

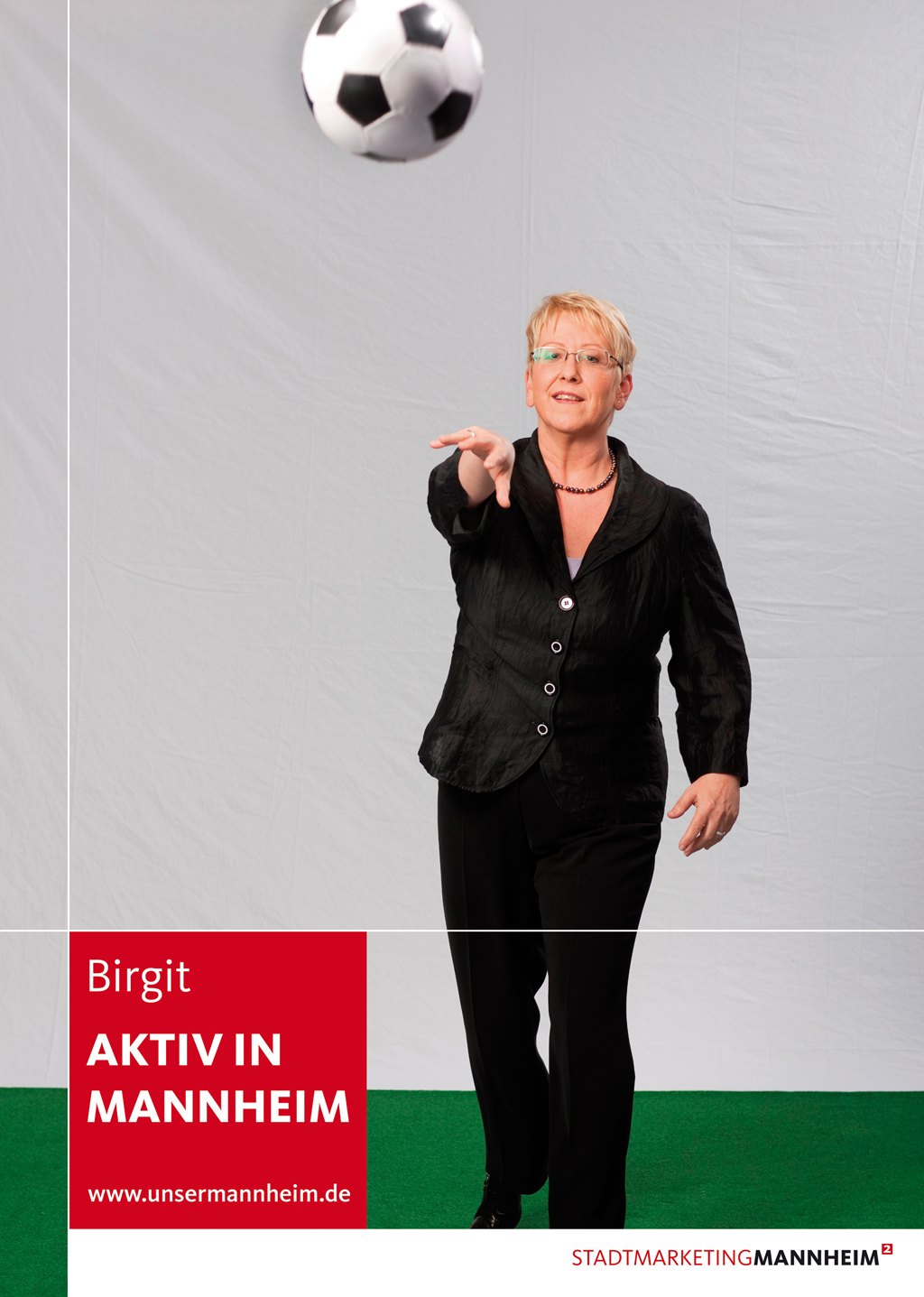
Birgit Reinemund

Birgit Reinemund (* 6. Juni 1959 in Mannheim) ist eine deutsche Politikerin (FDP), Unternehmerin und Künstlerin. Sie war von 2009 bis 2013 Mitglied des Deutschen Bundestags.

## Leben und Beruf
Die promovierte Tierärztin war bis 1998 tätig in eigener Kleintierpraxis in Mannheim-Feudenheim. 1998–2009 war sie geschäftsführende Gesellschafterin eines in Mannheim ansässigen Unternehmens, das im Bereich Software und Hardware-Entwicklung und Handel von Elektronik/Messtechnik/Export von Industriegütern agiert, 2009–2013 Mitglied des Deutschen Bundestags, seit 2014 Managementberatung und qualifizierte Aufsichtsrätin, seit 2016 Mitglied im Verwaltungsrat der Reinhold-Maier-Stiftung und FDP-Bundestagskandidatin 2017 für den Wahlkreis Mannheim. 2016–2019 war sie Geschäftsführerin der FDP-Landtagsfraktion in Rheinland-Pfalz. Seit 2009 bis heute ist sie ehrenamtlich im Gemeinderat der Stadt Mannheim engagiert. Heute fokussiert sie sich daneben hauptsächlich auf ihre künstlerische Arbeit.
Birgit Reinemund wohnt in Mannheim-Feudenheim.

## Politische Arbeit
Bei den Kommunalwahlen im Jahr 2009 wurde sie erstmals in den Gemeinderat der Stadt Mannheim gewählt und gehört der FDP-Fraktion an.
Sie gehört den gemeinderätlichen Ausschüssen „Wirtschaft, Arbeit, Soziales“ sowie „Sport und Freizeit“ an und ist Mitglied in der Verbandsversammlung und im Planungsausschuss des Verbands Region Rhein-Neckar, ebenso war sie bis 2014 Mitglied in den Aufsichtsräten der städtischen „Großmarkt Mannheim GmbH“ und des „Fleischversorgungszentrums Mannheim GmbH“. Bei den Kommunalwahlen 2014 und 2019 wurde sie jeweils mit bestem Stimmergebnis wieder gewählt. Sie gehört jetzt folgenden Ausschüssen an: „Hauptausschuss“, „Wirtschaft, Arbeit, Soziales“, „Kultur“ und ist Mitglied im Aufsichtsrat der MV Verkehr mbH und der Bundesgartenschaugesellschaft mbH. Seit Juli 2020 ist sie Fraktionsvorsitzende der FDP/MfM-Fraktion im Gemeinderat der Stadt Mannheim.
Als erste FDP-Bundestagsabgeordnete für Mannheim seit 1998 war sie von 2009 bis 2013 Mitglied folgender Gremien: Vorsitzende im Finanzausschuss des Deutschen Bundestags, stellv. Mitglied im Wirtschaftsausschuss, stellv. Mitglied im Sportausschuss, Vorsitzende der AG Kommunalpolitik der FDP-Fraktion. Ab 30. November 2010 war Reinemund Kommunalpolitische Sprecherin der FDP-Bundestagsfraktion. Im Juli 2011 wurde sie zur Vorsitzenden des Finanzausschusses des Deutschen Bundestages gewählt und folgte damit Volker Wissing (FDP).
Sie ist Mitglied der Liberalen Frauen Kurpfalz, zwischen Mai 2010 und Juni 2012 war sie stellvertretende Bundesvorsitzende der Liberalen Frauen und des Verbands Liberaler Kommunalpolitiker Baden Württemberg.

## Politischer Werdegang
Seit 2002 ist sie in der FDP Mannheim aktiv, seit 2004 im Kreisvorstand, von März 2006 bis 2012 als Kreisvorsitzende. Parallel dazu war sie Mitglied des FDP-Bezirksvorstands Kurpfalz und seit 2006 auch Mitglied des FDP-Landesvorstands Baden-Württemberg. 2011–2013 ist sie Mitglied im Bundesvorstand der FDP, 2014–2016 Bezirksvorsitzende der FDP Kurpfalz.
Im Jahr 2004 kandidierte sie auf der Kommunalwahlliste der FDP in Mannheim auf Platz 7. Bei der Bundestagswahl 2005 trat sie im Bundestagswahlkreis Mannheim für die FDP als Bundestagskandidatin an und erreichte 9,95 % der Zweitstimmen. Bei den Kommunalwahlen am 7. Juni 2009 wurde sie für die FDP in den Gemeinderat der Stadt Mannheim gewählt und 2014 und 2019 jeweils mit dem besten Stimmergebnis der FDP wieder gewählt.  Seit Juli 2020 ist die Fraktionsvorsitzende der FDP/MfM-Fraktion im Gemeinderat der Stadt Mannheim.
Bei der Bundestagswahl am 27. September 2009 erhielt sie 8,9 % der Erststimmen und zog über die baden-württembergische Landesliste in den 17. Deutschen Bundestag ein.
Bei der Bundestagswahl am 22. Oktober 2013 scheiterte die FDP an der Fünf-Prozent-Hürde in Deutschland. Damit schied sie auch als Abgeordnete aus dem Deutschen Bundestag aus.
Sie kandidierte  für die FDP als Kandidatin für die Wahl zum Landrat im Kreis Bergstraße am 22. März 2015 und erreichte 7,6 %.
Reinemund wurde am 5. Juli 2016 mit großer Mehrheit erneut als Kandidatin für Mannheim zur Bundestagswahl 2017 nominiert, trat aber sowohl von ihrer Kandidatur als auch vom Vorsitz des FDP Bezirksverbands Kurpfalz zurück.

## Mitgliedschaften
Birgit Reinemund war Mitglied im Landesvorstand der VLK Vereinigung Liberaler Kommunalpolitiker VLK, Mitglied im Landesvorstand der LIM Liberaler Mittelstand, Mitglied der Europa-Union und ist Mitglied der VLK.